# Caustogryllacris variopicta
Caustogryllacris variopicta är en insektsart som beskrevs av Heinrich Hugo Karny 1937. Caustogryllacris variopicta ingår i släktet Caustogryllacris och familjen Gryllacrididae. Inga underarter finns listade i Catalogue of Life.